# Evan Roderick
Evan Roderick Anderson (North Vancouver, Columbia Británica, 29 de junio de 1995) es un actor canadiense.

## Vida y carrera
Roderick nació y creció en North Vancouver, Columbia Británica. Tiene un hermano mayor, Stuart. Evan se interesó por primera vez en las artes escénicas cuando vio un concierto de los The Rolling Stones a la edad de 10 años, y decidió dedicarse a ello cuando era adolescente.
Roderick asistió a la Academia de Hockey Okanagan en Penticton. Comenzó el hockey sobre hielo en la Pacific Coast Bantam Hockey League, la BC Hockey Major Midget League y la Canadian Sport School Hockey League. Luego pasó a jugar en la Liga de hockey de la Columbia Británica: una temporada con los Westside Warriors, una con los Alberni Valley Bulldogs y tres con los Langley Rivermen. También jugó una temporada en la Kootenay International Junior Hockey League con los Penticton Lakers y en la Pacific Junior Hockey League con los North Delta Devils. Adquirió una beca de la división 1 para jugar en la Universidad de Massachusetts Lowell River Hawks en la NCAA. Dejó el deporte a los 19 después de una serie de lesiones.
Roderick comenzó a trabajar en comerciales y cortometrajes a partir de 2015. Hizo su debut televisivo con un papel invitado en un episodio de 2015 de la serie docudrama Untold Stories of the E.R., seguido de Project Mc² y When We Rise en 2017, Garage Sale Mystery en 2018. y BH90210 en 2019. Consiguió su primer papel importante como el oficial Nick Anastas en la serie Arrow de DC Comics, un papel recurrente que interpretó durante las últimas tres temporadas del programa de 2017 a 2019. En diciembre de 2018, se anunció que Roderick interpretaría a Justin Davis junto a Kaya Scodelario en la serie Spinning Out de Netflix de 2020.

## Filmografía

### Cine
| Año  | Título        | Personaje       | Notas        |
| ---- | ------------- | --------------- | ------------ |
| 2015 | Alien Shy     | Prince Charming | Cortometraje |
| 2016 | The Clam Man  | Andy            | Cortometraje |
| 2017 | Young/Old/Man | Sam             | Cortometraje |
| 2017 | Tributum      | Viktor          | Cortometraje |
|      | Iron to Rust  | Tucker Jake     | Upcoming     |

### Televisión
| Año       | Título                     | Personaje            | Notas                                     |
| --------- | -------------------------- | -------------------- | ----------------------------------------- |
| 2015      | Untold Stories of the E.R. | Mason                | Episodio: "Oh, Deer!"                     |
| 2017      | Project Mc²                | Prince Wendell       | Episodio: "A Royal Pain"                  |
| 2017      | When We Rise               | Kurt                 | Miniserie de televisión                   |
| 2017–2019 | Arrow                      | Officer Nick Anastas | 12 episodios                              |
| 2018      | Garage Sale Mystery        | Travis               | Episodio: "Picture a Murder"              |
| 2019      | BH90210                    | Chaz Bryant          | 2 episodios                               |
| 2020      | Spinning Out               | Justin Davis         | Reparto principal                         |
| 2021      | Hidden Jewel               | John                 | Película de televisión; Reparto principal |
| 2022      | Autumn in the City         | Austin Edwards       | Película de televisión; Reparto principal |